# Station Hamilton Central
Hamilton Central is een spoorwegstation van National Rail in South Lanarkshire in Schotland. Het station is eigendom van Network Rail en wordt beheerd door ScotRail. Het station ligt naast Hamilton bus station.